# 富田の石取祭

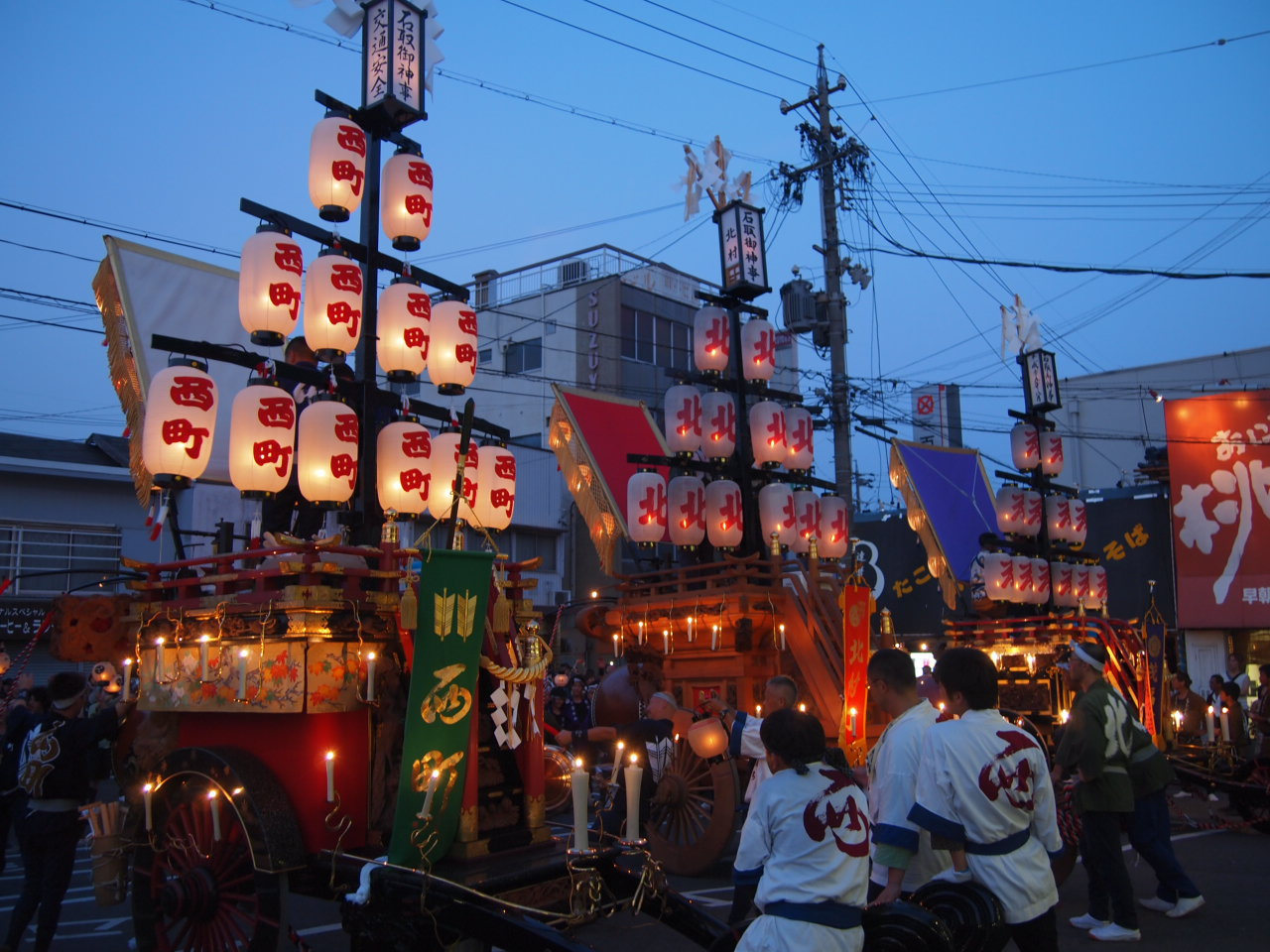
祭車。左から富田西町、北村町、茂福町。近鉄富田駅前にて

富田の石取祭（とみだのいしどりまつり）は、三重県四日市市北部地域の富田地区（富田高地区・茂福地区域）内で開催される祭り。四日市市の無形民俗文化財に指定されている。

## 富田の石取祭の解説
自治会構成
1. 北村町（現在の四日市市南富田町・大字茂福）
2. 茂福（現在の茂福町・東茂福町）
3. 富田西町（現在の富田三丁目・富田四丁目）

祭礼を実施する神社
1. 若宮八幡神社北村石取り祭車保存会
2. 茂福石取祭車保存会
3. 富田西町連合自治会が行う祭りである。

- 鳥出神社のお盆の祭りの一部である。平成期に「富田の夏祭り」と呼称されるようになった。毎年8月13日には四日市市立富田小学校で盆踊りが開催される。8月14日～8月15日には、富田地区の富田西町、北村町・茂福町の3地区で富田の石取祭車の競演や国指定の重要民俗文化財の富田の鯨船、平成期に復古した伊賀留我神社の大太鼓、大鐘などの祭りが集結して盛大に祭典が開催される。（旧東冨田村）は（富田浜地区・富田高地区）の2地区に区分されている。富田浜地区は捕鯨行事である「鯨船祭り」を開催していて、富田高地区に所属する「富田西町自治会」では、石取祭を開催している。富田西町以外に石取祭の開催しているのは四日市市が定めた住所制度で、「南富田町」となっていて旧町名となっているが、以前の江戸時代の桑名藩領時代の北村部落が名称の起源で三重郡「富田町」時代に北村町が正式に使用と命名がされて、富田地区連合自治会の町名として自治会活動で使用されている「北村町自治会」と、「茂福地区」の一部が茂福町を組織して、茂福自治会を構成している。以上の3町が地区単位による開催ではなくて個別の各自治会によって祭事が実施されているのが「富田の石取祭」である。鉦と太鼓の石取山車3台による祭りである。毎年8月のお盆に「富田連合自治会」が鯨船と同時に開催している。毎年8月14日の町練りと、8月15日に中央通りで（富田西町・北村町・茂福町）の3台の「揃え曳き」がある。富田地区の鯨船祭と富田一色けんか祭りと天ヶ須賀の石取祭とは同じ日付に開催されていて、理由は漁師町の祭日がお盆であるからである。中学生から20代の結婚前の男子、場合によって女子からなる青年団が執り行う。青年団長は20歳から30歳前後の年齢である。

## 歴史
- 満州事変から終戦の期間である昭和6年（1931年）から昭和20年（1945年）までの昭和時代の（戦前期）は軍国主義の体制下であり、徴兵制度による富田地区の若い男性が不足する問題が原因で富田地区の石取祭が一時的にこの期間が中止となる。
- 伊勢湾台風で富田地区の祭車が水没してことでダメージを受けた。富田地区連合自治会は傷ついた部分の修復をする必要性ができた。
- 昭和22年（1947年）に四日市空襲による四日市市街が戦災からの「四日市復興祭」のイベントに参加した事と平成時代に「富田西町自治会」と「北村町自治会」と「茂福町自治会」が連合自治会の町民から集金をして祭車の購入資金を貯蓄続けた大金で、新しく富田地区が保有する祭車の大規模な改修事業と祭車の修復事業をする。また、昭和から平成と時代が変わり「富田石取保存会」が発足した。平成9年（1997年）の「四日市市100周年記念事業」で伊勢湾台風による被害があって以来で40年ぶりになる第1祭車「富田西町」、第2祭車「北村町」、第3祭車「茂福町」の3台が揃って祭事が開催された。以後、富田の石取祭の山車で大四日市まつりにも参加している。
- 富田西町は（富田西町第一自治会・富田西町第二自治会・富田西町第三東自治会・富田西町第三西自治会・富田西町第四自治会・富田西町第五自治会・富田西町連合自治会）で構成されている。江戸時代の嘉永年間～安政年間の江戸時代末期の幕末に制作された。大正11年（1922年）に桑名市東舩馬町より購入した。大工は山本甚蔵である。平成7年に祭車を改修した。天幕は「鳳凰」。安政4年（1857年）より祭礼を実施した。
- 茂福町は（茂福北ノ町自治会・茂福西ノ町自治会・茂福中ノ町自治会・茂福東ノ町自治会・茂福南ノ町第一自治会・茂福南ノ町第二自治会・東茂福町第一自治会・東茂福町第二自治会）で構成されている。文政9年（1826年）6月の墨書きあり。彫師は（野々垣太兵衛・清兵衛・兵介）である。山車伝達経路は桑名市三崎通西之組⇒赤須賀一番組⇒茂福町（大正12年）。当初は四輪祭車。天保12年（1841年）に額の彫刻を新調した。漆塗装が行われて、同時に三輪祭車に改造した。彫刻の三角の構造は｢雲龍｣である。太鼓掛は｢龍｣である。持送りは｢飛龍｣である。亀腹は｢牡丹｣である。隅腕は｢唐獅子｣である。額は｢唐獅子牡丹｣である。天幕は｢緞子地竹雀連続模様｣。平成6年7月に大改修事業の完成式典がされる。棟梁は松田家の松田輝・松田敦司。塗師は塗師音工業所で、山本家の山本旭・山本実。彫師は森哲荘である。鍛冶師は加藤家の加藤敬三。曲師は同じく加藤家の加藤新次。鉦師は中川正友。提灯師は大谷正兵衛。
- 北村町は（北村町第一自治会・北村町第二自治会・北村町第三自治会・北村町第四自治会・北村町第五自治会）で構成されている。江戸時代の文政年間に制作された。大正10年（1921年）頃に桑名市赤須賀五番組（現在の赤須賀宮本町）より購入した。平成6年（1994年）に修復した。大正天皇が即位した御大典が開催された大正4年（1915年）に手作りの祭車を曳いたのがきっかけである。[1]

## 富田西町
構成
1. 富田西町第一自治会
2. 富田西町第二自治会
3. 富田西町第三東自治会
4. 富田西町第三西自治会
5. 富田西町第四自治会
6. 富田西町第五自治会

- 祭車の構造について水引幕と胴幕型である。天幕に「鳳凰（ほうおう）」が描かれている。囃子は富田西町のみ異なり五っ拍子である。 近鉄富田駅周辺が富田西町である。富田地区は東冨田村から分かれた富田浜地区と富田高地区と江戸時代の茂福村だった茂福地区の3つ地区があるが、富田西町は富田高地区に所属する。（西町第一自治会・西町第二自治会・西町第三東自治会・西町第三西自治会・西町第四自治会・西町第五自治会 ）で富田西町連合自治会を組織構成しており、富田高地区には他に富田中町や富田南町（かつては山車を保有していた）や富田栄町・富田宮町・丸の内町・代官町があるが祭礼を行っていない。（東古川町・西古川町）は四日市市東富田町の富田浜地区と同じ鳥出神社で開催される鯨船の捕鯨行事をしている。古川町として権現丸を単独保有している。最初に祭りをした富田の石取祭で最古の祭りで安政4年（1857年）の江戸時代の桑名藩領朝明郡富田六郷の東富田村時代から始まった。大正11年（1922年）に桑名市東船馬町より、祭りの山車を譲り受けた。桑名との境界線である町屋川で桑名町民と富田町民との間に祭車の引渡し儀礼行事が行われた。大正時代に富田西町青年団が記念撮影をした写真が石取祭の本や資料に保存されている。富田西町の八幡神社が鎮守社である。

## 北村町
構成
1. 北村町第一自治会
2. 北村町第二自治会
3. 北村町第三自治会
4. 北村町第四自治会
5. 北村町第五自治会

- 江戸時代の文政年間期に築造された。白いケヤキの木が材料である。祭車は一重の台輪で亀の腹に類似する型である。太鼓掛けの彫刻には花桐の鳳凰があり、額の金糸に唐獅子、天幕には　「麒麟」が描かれている。囃子は七っ拍子。江戸時代は独立した村の北村だったが、茂福村に吸収合併されて、茂福地区となった。（北村町第一自治会・北村町第二自治会・北村町第三自治会・北村町第四自治会・北村町第五自治会）で構成されている。住所では四日市市南富田町と近鉄名古屋線西側の大字茂福の一部も北村町自治会である。大正10年（1921年）桑名市赤須賀より譲り受けた。北村町の若宮八幡神社が鎮守社である。

## 茂福町
構成
1. 茂福北ノ町自治会
2. 茂福西ノ町自治会
3. 茂福中ノ町自治会
4. 茂福東ノ町自治会
5. 茂福南ノ町第一自治会
6. 茂福南ノ町第二自治会
7. 東茂福町第一自治会
8. 東茂福町第二自治会

- 茂福町は四日市市茂福町の（茂福北ノ町自治会・茂福西ノ町自治会・茂福中ノ町自治会・茂福東ノ町自治会・茂福南ノ町第一自治会・茂福南ノ町第二自治会）と、四日市市東茂福町の（東茂福町第一自治会・東茂福町第二自治会）に加えて大字茂福の地域が茂福町として祭車を保有して祭礼行事に加盟している。茂福地区の北村町は単独保有しており、他の（北鵤町自治会・富田浜町自治会・富田浜元町自治会・四五六町自治会）は石取祭以外の祭事をしている。大正12年（1923年）に桑名市「赤須賀」より譲り受けた。茂福町の「茂福神社」が鎮守社である。彫刻に特徴がある祭車である。江戸時代の文政9年（1826年）に築造された。桑名藩の名工の野々垣家の「太兵衛・清兵衛・兵介」の名が墨書きされている。祭車は一重の台輪で亀の腹に類似する型である。天幕には、「牡丹に唐獅子」が描かれている。囃子は七っ拍子である。茂福地区の自治会の祭礼行事は毎年2回もある。毎年7月20日前後に実施される茂福地区の南西区域に鎮座する産土神である茂福神社の夏祭り行事と、8月13日～8月15日のお盆に開催される四日市市富田地区全体の総鎮守である氏子神社の鳥出神社の盆祭りの毎年2回実施される。7月の茂福神社の夏祭り行事は、祭礼の日にちの午後より茂福神社の境内で実施される。形式は初期の彫刻充填型の祭車である。漆・飾や金具によって完成された祭車である。漆を制作したのは、山本翠松である。山形の12張の提灯は、表側は朱墨で「茂」と書かれていて、裏側は黒墨で「御神燈」と記述されている。拍子は本場桑名の石取祭の本七ッ拍子の変形である。富田地区の北村町と似ている同拍子であるが、細かい部分が異なり、茂福地区の方が北村町より少し拍子の長さが長いのが特徴である。